# Мудилено Массенго, Алоиза
Алоиза Мудилено Массенго (фр. Aloïse Moudileno Massengo; 11 марта 1933, Виндза, Французская Экваториальная Африка — 6 января 2020, Вандёвр-ле-Нанси, Франция) — конголезский политический и государственный деятель, вице-президент Республики Конго (1971—1972), министр юстиции и труда Республики Конго (1968—1972), юрист, редактор.

## Биография
Окончил лицей в Пуэнт-Нуар. В 1953 году получил степень бакалавра искусств, в 1956 году — степень бакалавра философии в Академии Бордо. С 1957 по 1963 год обучался на юридическом факультете Университета Нанси. Дружил в Андре Милонго.
В 1964 году в возрасте 31 года Мудилено-Массенго стал первым конголезским юристом, принятым во французскую коллегию адвокатов, а также первым чернокожим членом адвокатуры Нанси, где работал до 1966 года.
Активист борьбы против неоколониализма. Был главным редактором Étudiant Congolais («Конголезский студент»), журнала Fédération des Étudiants d’Afrique Noire Francophone . В качестве юриста участвовал в работе Конференции Организации Объединенных Наций по правам международных договоров в Вене, Австрия (с марта по май 1968).
В 1968 году вошёл в состав правительства Альфонса Массамба-Деба в качестве министра юстиции и труда Республики Конго. Сохранил свой пост в при президенте Мариане Нгуаби.
В 1971—1972 год — вице-президент Республики Конго.
В февраля 1972 года после попытки государственного переворота Анжа Диавара был арестован повстанцами и заключен в тюрьму. После освобождения возглавлял ряд дипломатических миссий в Африке, Азии и Европе. С 1979 по 1991 год Мудилено Массенго был лидером оппозиции режиму Дени Сассу-Нгессо.
С 1998 года жил в изгнании во Франции, где и умер 2020 г.